# Diocesi di Mar del Plata
La diocesi di Mar del Plata (in latino Dioecesis Maris Platensis) è una sede della Chiesa cattolica in Argentina suffraganea dell'arcidiocesi di La Plata. Nel 2023 contava 789.000 battezzati su 1.038.325 abitanti. È retta dal vescovo Ernesto Giobando, S.I..

## Territorio
La diocesi comprende 9 distretti della provincia di Buenos Aires: Balcarce, General Alvarado, General Madariaga, General Pueyrredón, Lobería, Mar Chiquita, Necochea, Pinamar e Villa Gesell.
Sede vescovile è la città di Mar del Plata, dove si trova la cattedrale dei Santi Pietro e Cecilia.
Il territorio si estende su 22.850 km² ed è suddiviso in 48 parrocchie.

## Storia
La diocesi è stata eretta l'11 febbraio 1957 con la bolla Quandoquidem adoranda di papa Pio XII, ricavandone il territorio dalla diocesi di Bahía Blanca (oggi arcidiocesi) e dall'arcidiocesi di La Plata.
Il 27 marzo 1980 ha ceduto una porzione del suo territorio a vantaggio dell'erezione della diocesi di Chascomús.

## Cronotassi dei vescovi
Si omettono i periodi di sede vacante non superiori ai 2 anni o non storicamente accertati.
- Enrique Rau † (13 marzo 1957 - 11 agosto 1971 deceduto)
- Beato Eduardo Francisco Pironio † (19 aprile 1972 - 20 settembre 1975 nominato pro-prefetto della Congregazione per gli istituti di vita consacrata e le società di vita apostolica[1])
- Rómulo García † (19 gennaio 1976 - 31 maggio 1991 nominato arcivescovo di Bahía Blanca)
- José María Arancedo (19 novembre 1991 - 13 febbraio 2003 nominato arcivescovo di Santa Fe de la Vera Cruz)
- Juan Alberto Puiggari (7 giugno 2003 - 4 novembre 2010 nominato arcivescovo di Paraná)
- Antonio Marino (6 aprile 2011 - 18 luglio 2017 ritirato)
- Gabriel Antonio Mestre (18 luglio 2017 - 28 luglio 2023 nominato arcivescovo di La Plata)
  - José María Baliña (21 novembre 2023 - 13 dicembre 2023 dimesso)[2] (vescovo eletto)
  - Gustavo Manuel Larrazábal, C.M.F. (13 dicembre 2023 - 17 gennaio 2024 dimesso[3]) (vescovo eletto)
- Ernesto Giobando, S.I., dal 12 dicembre 2024[4]

## Statistiche
La diocesi nel 2023 su una popolazione di 1.038.325 persone contava 789.000 battezzati, corrispondenti al 76,0% del totale.
| anno | popolazione | popolazione | popolazione | presbiteri | presbiteri | presbiteri | presbiteri                | diaconi | religiosi | religiosi | parrocchie |
| anno | battezzati  | totale      | %           | numero     | secolari   | regolari   | battezzati per presbitero | diaconi | uomini    | donne     | parrocchie |
| ---- | ----------- | ----------- | ----------- | ---------- | ---------- | ---------- | ------------------------- | ------- | --------- | --------- | ---------- |
| 1966 | 500.000     | 550.000     | 90,9        | 117        | 51         | 66         | 4.273                     |         | 82        | 278       | 32         |
| 1970 | 610.094     | 652.894     | 93,4        | 109        | 49         | 60         | 5.597                     |         | 82        | 280       | 44         |
| 1976 | 529.800     | 600.000     | 88,3        | 101        | 57         | 44         | 5.245                     |         | 66        | 216       | 42         |
| 1980 | 584.000     | 661.000     | 88,4        | 81         | 43         | 38         | 7.209                     |         | 57        | 203       | 40         |
| 1990 | 613.000     | 765.000     | 80,1        | 81         | 44         | 37         | 7.567                     | 3       | 44        | 183       | 52         |
| 1999 | 678.000     | 769.000     | 88,2        | 97         | 56         | 41         | 6.989                     | 5       | 46        | 164       | 48         |
| 2000 | 635.000     | 775.000     | 81,9        | 97         | 55         | 42         | 6.546                     | 4       | 47        | 161       | 48         |
| 2001 | 599.000     | 732.000     | 81,8        | 89         | 49         | 40         | 6.730                     | 4       | 45        | 163       | 52         |
| 2002 | 593.000     | 732.000     | 81,0        | 86         | 49         | 37         | 6.895                     | 5       | 42        | 136       | 54         |
| 2003 | 593.000     | 732.000     | 81,0        | 88         | 51         | 37         | 6.738                     | 5       | 42        | 136       | 55         |
| 2004 | 662.186     | 827.732     | 80,0        | 87         | 50         | 37         | 7.611                     | 6       | 43        | 151       | 50         |
| 2013 | 716.000     | 893.000     | 80,2        | 81         | 57         | 24         | 8.839                     | 9       | 27        | 107       | 51         |
| 2016 | 737.972     | 972.107     | 75,9        | 86         | 68         | 18         | 8.581                     | 11      | 23        | 101       | 51         |
| 2019 | 759.660     | 999.000     | 76,0        | 78         | 60         | 18         | 9.739                     | 8       | 21        | 107       | 51         |
| 2021 | 774.100     | 1.018.000   | 76,0        | 72         | 51         | 21         | 10.751                    | 10      | 25        | 92        | 49         |
| 2023 | 789.000     | 1.038.325   | 76,0        | 67         | 47         | 20         | 11.776                    | 13      | 21        | 74        | 48         |